# 浦本政三郎

浦本政三郎

浦本 政三郎（うらもと せいさぶろう、1891年〈明治24年〉5月21日 - 1965年〈昭和40年〉10月8日）は日本の医学博士、尺八奏者。山形県鶴岡市出身。号である浦本 浙潮（うらもと せきちょう）の名でも知られる。

## 概要
1891年（明治24年）、山形県西田川郡大宝寺村新斎部万年橋（現在の鶴岡市新海町）の名家、榊原家に生まれる。幼少期を鶴岡市で過ごすが、荘内中学校在学中に熊本の浦本家に入り、熊本中学校に転校する。その後は旧制五高、京都帝国大学医科大学、同大学院を経て1921年（大正10年）に医学博士となる。その後は東京慈恵会医科大学の教授を務め、1951年（昭和26年）ごろに退職、浦本研究所を開設する。その後も山形県衛生研究所を創設し、約7年半にわたって初代所長を務めた。また、山形県産業賞は浦本が衛生研究所を退職した時に県に寄付した資金をもとに作られた浦本科学技術賞が山形県化学賞となり、現在の名称になったものである。
尺八の名手としても知られ、キングレコードに『普化宗真曲』、『阿字観』を吹き込んでいる。
1965年（昭和40年）10月8日没。74歳であった。

## 人物
号の浙潮は蘇東坡の「廬山烟雨浙江潮」という詩からとったものである。